# Werderfließ
Das Werderfließ ist ein rund 400 Meter langer Wasserlauf in Buckow im Brandenburger Landkreis Märkisch-Oderland. Das Fließ bildet den Abfluss des Schermützelsees, dem mit 137 Hektar größten Gewässer der Märkischen Schweiz im Zentrum des gleichnamigen Naturparks rund 50 Kilometer östlich von Berlin. Es mündet in den Buckowsee, der vom Stobber durchflossen wird. Damit gelangen seine Wasser über den Stobber in die Oder. Auf seinem Lauf durch den namengebenden Werder zwischen den Seen durchströmt der Bach einen ausgeprägten Bruchwald.

## Verlauf und Brücken

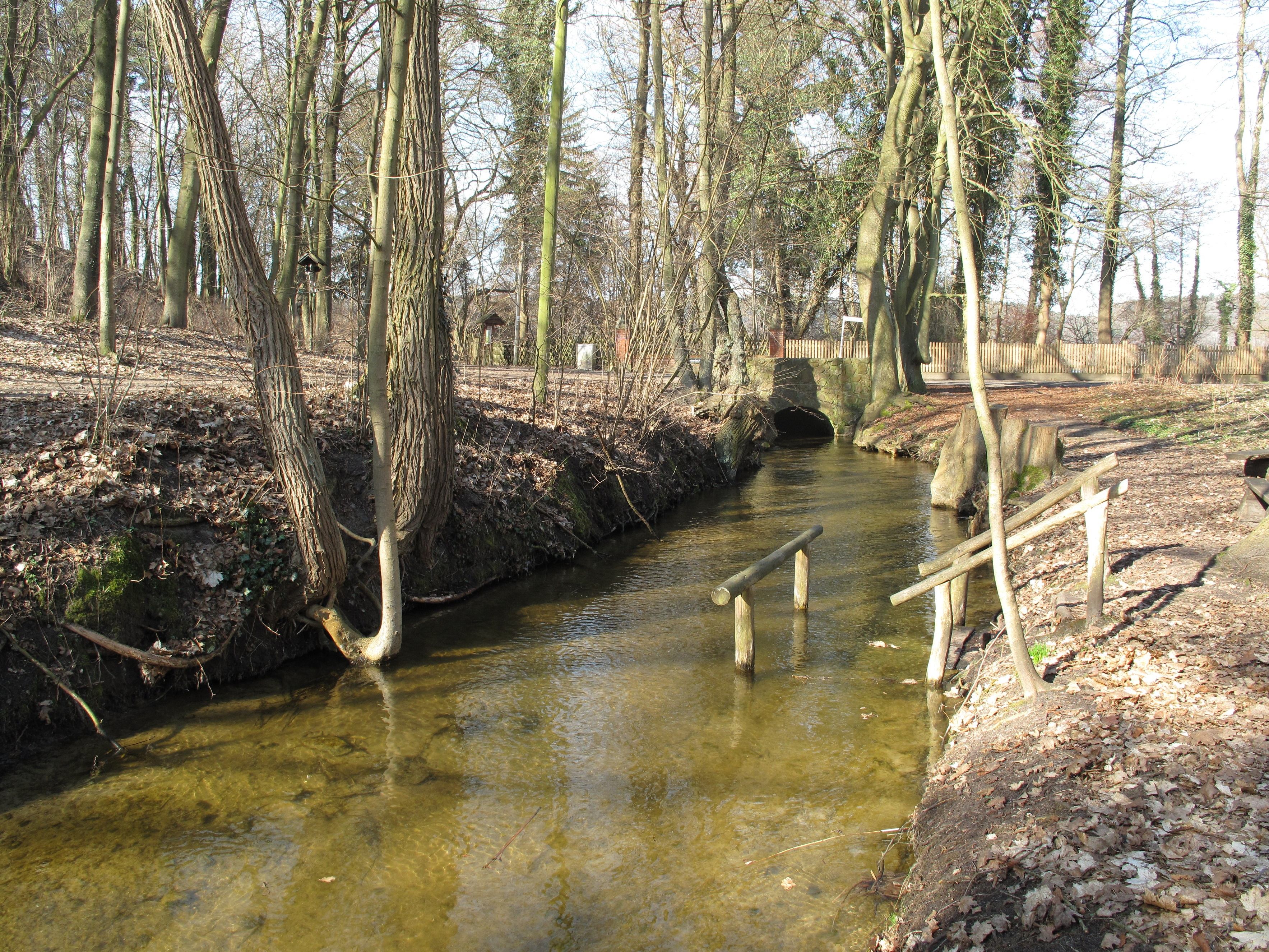
Wassertretstelle und Werderfließbrücke

Das Werderfließ beginnt südlich des Brecht-Weigel-Hauses am Ostufer des Schermützelsees. Nach kurzem Lauf Richtung Westen erreicht es das Ende der Bertolt-Brecht-Straße, wo es den Anschlussweg zum Weißen See unterquert. Der Weg ist Teil des Europäischen Fernwanderwegs E11, des Rundwegs um den Schermützelsee und des Terrainkurwegenetzes des Kneippkurorts Buckow. Die den Bach überspannende Werderfließbrücke ist aus Naturstein gemauert und eine Rundbogenbrücke mit obenliegender Fahrbahn. Östlich der Brücke, neben dem Parkplatz am Brecht-Weigel-Haus, hat die Stadt Buckow eine hydrotherapeutische Kneipp-Wasser-Tretstelle eingerichtet.
Nach der Brücke wendet sich das Gewässer nach Nordwesten und durchströmt einen ausgedehnten Erlenbruch, der sich vom Westufer des 14 Hektar umfassenden Buckowsees auf der Landzunge (Werder) zwischen den Seen bis zur Bertolt-Brecht-Straße und Werderstraße erstreckt und nach Süden entlang des Stobbers fortsetzt. In diesem Bereich naturbelassen, erreicht das Fließ eine hölzerne Brücke, die den Gummiweg über seinen Lauf führt. Der Gummiweg ist ein Bohlenweg, der zur Erkundung der Brüche für Wandertouristen angelegt wurde und die Werderstraße mit dem Lunapark am Buckowsee verbindet. Rund dreißig Meter östlich der Brücke mündet das Werderfließ leicht mäandrierend in den nordwestlichen Teil des Buckowsees.

## Gefälle und Abflussvolumen
Das Gefälle des rund 400 Meter langen Baches vom 26,5 Meter ü. NN gelegenen Wasserspiegels des Schermützelsees zum auf einer Höhe von 25,5 Metern gelegenen Buckowsee beträgt einen Meter. Auf diesem Gefälle transportiert das nach der Steinbrücke rund zwei Meter breite Werderfließ ein jährliches Abflussvolumen von 6,0 Mio. m³ (Jahresreihe von 1983 bis 1992). Dabei leitet das Werderfließ rund 3,5 Mio. m³ (Jahresmittel von 1977 bis 1984) vom Sophienfließ weiter, das dem Schermützelsee im Nordosten zufließt. Die restlichen 2,5 Mio. m³ dürften somit überwiegend aus der Grundwasserzufuhr des Schermützelsees stammen, da der See keine weiteren nennenswerten Zuflüsse hat.

## Geologie und Entstehung der Gewässer

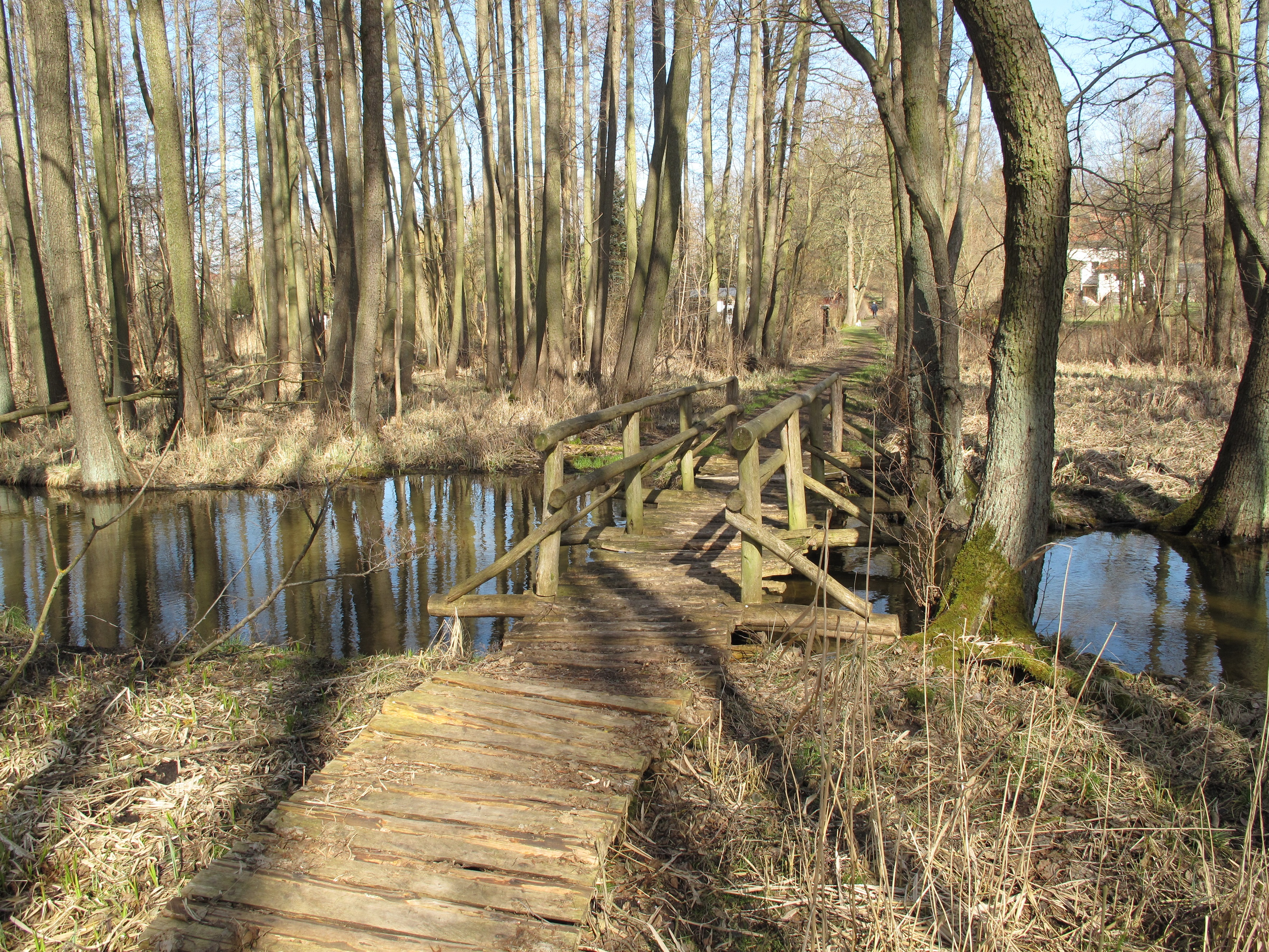
Holzbrücke des Knüppeldamms

Das Werderfließ liegt im Buckower Kessel, einer beckenartigen Erweiterung des Stobbertals. Das Tal ist Teil einer glazialen Schmelzwasserrinne, die sich in den letzten beiden Phasen der Weichsel-Eiszeit zwischen dem von Toteis gefüllten Oderbruch und dem Berliner Urstromtal (heutiges Spreetal) herausgebildet hat und die Barnimplatte von der Lebuser Platte trennt. Diese rund 30 Kilometer lange und zwei bis sechs Kilometer breite Buckower Rinne (auch: Löcknitz-Stobber-Rinne) entwässert vom Niedermoor- und Quellgebiet Rotes Luch über den Stobber nach Nordosten zur Oder und über Stobberbach/Löcknitz nach Südwesten zur Spree. Nach den gängigen Darstellungen hinterließen die Zerrungen und Spannungen der letzten Vereisung und die abtauenden Gletscher im Untergrund des Buckower Kessels zahlreiche kleinere Einbrüche. Die tiefer gelegenen Becken füllten sich mit allmählich emporsteigendem Grundwasser und bildeten mehrere Seen, darunter den Buckowsee, Schermützelsee und Griepensee. Im Stobberlauf noch verbliebene Seen wie den Griepensee bezeichnete Friedrich Solger, in den 1920er-Jahren Professor für Geologie an der Berliner Friedrich-Wilhelms-Universität, als unvermoorten Rest einer Seenkette im Stobbertal. Das Niedermoor, das das Werderfließ durchströmt, ist ein weiteres Relikt dieses Entwicklungsprozesses. Andere Darstellungen führen die Bildung der Seen in der Buckower Rinne auf das Auftauen von Toteisblöcken zurück. Nach dem Abtauen seien in den vom Gletschereis abgetrennten und verschütteten Blöcken Hohlräume entstanden, die sich nach ihrem Einsturz mit Wasser gefüllt hätten.

## Flora und Fauna
Das Werderfließ ist öffentlich nur im Bereich der beiden Brücken zugänglich und weitgehend von einem artenreichen Erlenbruchwald umgeben, den ein mit Robinienpfählen ausgelegter Knüppeldamm (Gummiweg) erschließt. Der Bruchwald bietet Lebensraum für mehrere Dutzend Vogelarten, 70 Großpilzarten und über 150 Insektenarten, darunter 75 Schmetterlingsarten.

### Naturbelassener Erlenbruch

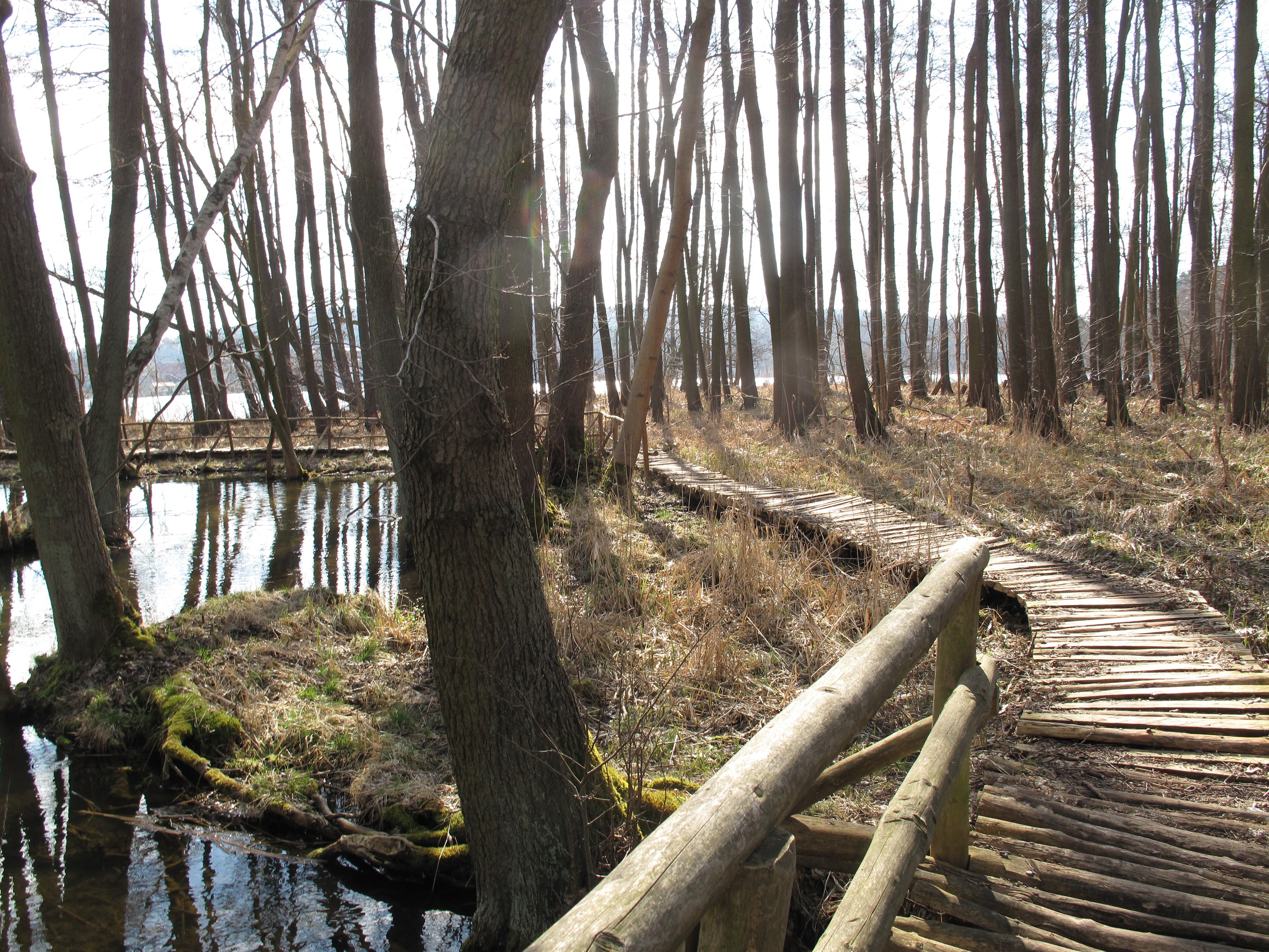
Erlenbruch und Knüppeldamm (Gummiweg), im Hintergrund der Buckowsee

Die dauernassen, aber nicht langzeitig überfluteten Niedermoorböden des Bruchwalds sorgen für eine mittlere bis gute Nährstoffversorgung. Im Wald dominieren Schwarz-Erlen, die die hohe Feuchtigkeit und dank ihrer Adventivwurzeln auch schwankende Wasserstände gut verkraften können. Vereinzelt sind Moor-Birken in den Baumbestand eingestreut. Im gering entwickelten strauchigen Unterwuchs sind neben stark wuchernden Erlentrieben Schwarze Johannisbeere und Faulbaum vertreten – die altpolabische/altsorbische Bezeichnung čremucha für den Faulbaum gab dem Schermützelsee den Namen. In den üppig entfalteten Bodenpflanzen herrschen Großseggen wie Sauergräser und Wasserliesch vor. Dazu gesellen sich vereinzelt Nachtschattengewächse, Schildfarne und im Bereich des Werderfließes und Buckowseeufers Sumpf-Schwertlilien. Während Moose nur selten zu finden sind, gibt es in dem Feuchtgebiet verschiedene Großpilzarten – am beständigsten sind die Erlen-Schillerporlinge, ein wie alle Schillerporlinge saprobiontischer oder parasitischer Holzbewohner, der Laubbäume befällt und im befallenen Holz eine Weißfäule erzeugt.
Der Bruch wird forstwirtschaftlich nicht genutzt. Laut Informationstafel vor Ort wäre eine Bewirtschaftung wegen des feuchten Untergrunds nur bei einer aufwändigen Regulierung des Wasserhaushalts möglich. Wegen seines hohen Werts für den Landschafts- und Naturschutz sei es daher angebracht, die Wasserregulierung so gering wie möglich zu halten und den Schwarzerlen-Burch seiner natürlichen Entwicklung zu überlassen.

### Tiere
Aus der Familie der Rüsselkäfer fällt aufgrund seines markanten Rüssels (Rostrum) der Erlenrüssler (auch Erlenwürger, Cryptorrhynchus lapathi) auf. Die Larven des Schadinsekts überwintern in der Rinde und bohren bis zu 10 Zentimeter lange Gänge in das Holz. Die Jungkäfer fressen an den jungen Trieben. Typische Symptome des Befalls sind welke Triebe, aufgetriebene Rindenteile, Fluglöcher und Nagespäne. Auch der glänzende Blaue Erlenblattkäfer nutzt die Erlen als Nahrung. Die Weibchen legen auf den Blattunterseiten Gelege mit 60 bis 70 Eiern an. Die Blattkäfer können Erlen bis zu dreimal im Jahr kahlfressen. Die Früchte des Winterstehers Schwarzerle verbleiben den gesamten Winter über am Baum. In der kalten Jahreszeit dienen die verholzten Zapfen der weiblichen Blüten, die je Schuppe drei braune, abgeflachte, einsamige Nussfrüchte bilden, vielen Vogelarten als wichtigste Nahrungsquelle. Dazu zählen Erlenzeisig und Stieglitz. Den Mündungsbereich des Werderfließes zum Buckowsee nutzen einige Wasservögel wie Enten- und Rallenvögel. Als Teilbereich des Europäischen Vogelschutzgebietes (SPA) Märkische Schweiz zur Erhaltung der wildlebenden Vogelarten nach der EU-Richtlinie, das mit 17.968 Hektar den größten Teil des 20.500 Hektar umfassenden Naturparks einnimmt, ist der Bruch Lebensraum vieler weiterer bestandsgefährdeter Vogelarten.